# Louisa Young

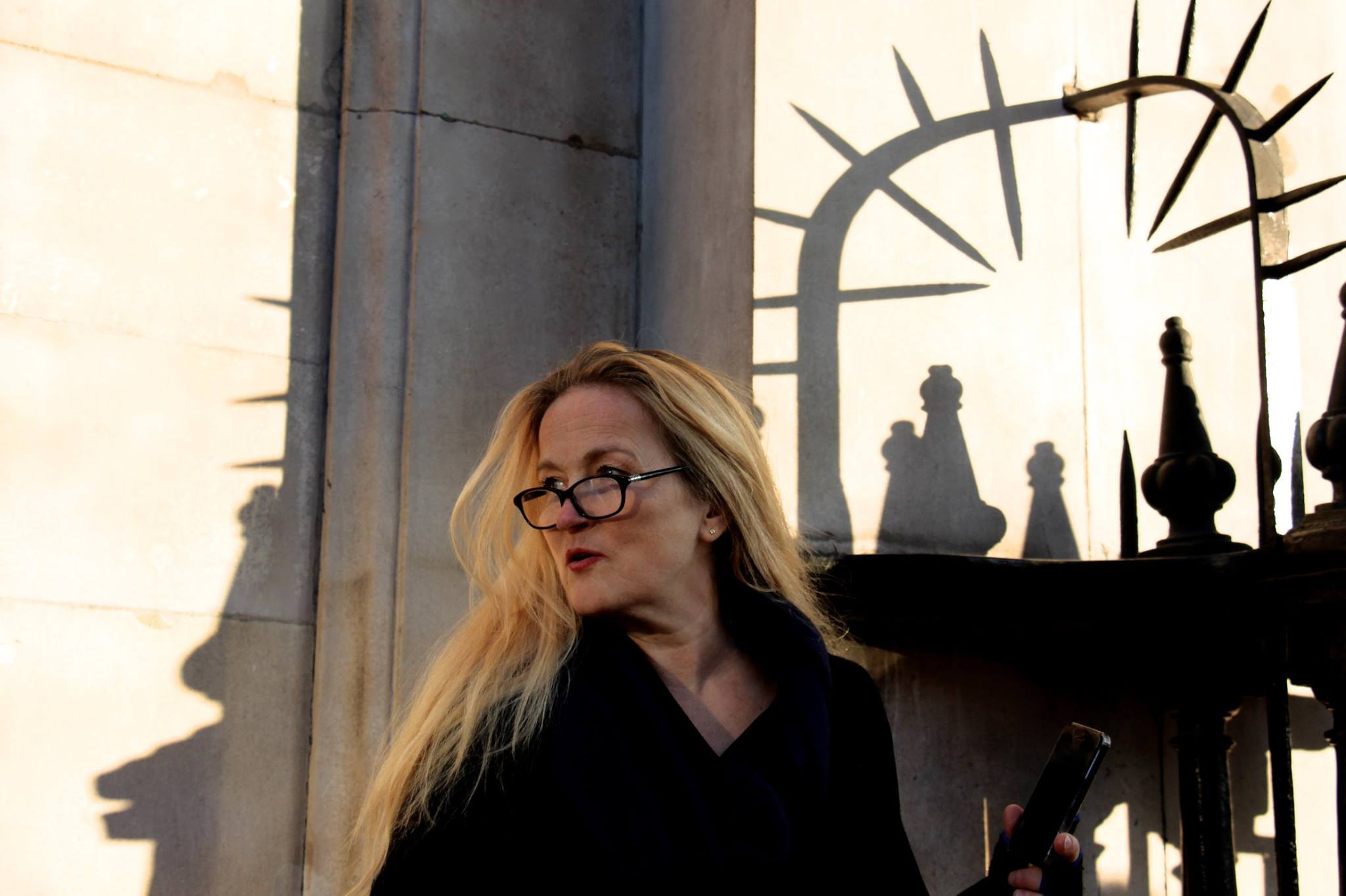
Louisa Young

Louisa Young (* 1960 in London), auch bekannt unter ihrem Pseudonym Zizou Corder, ist eine britische Schriftstellerin.

## Leben
Young ist die Tochter des Autors Wayland Young, 2. Baron Kennet. Nach dem Studium der Geschichte in Cambridge jobbte sie und schrieb als freie Journalistin für Zeitschriften. Mit "The Great Task of Happiness" debütierte Young 1995. Sie schrieb die Biografie ihrer Großmutter Kathleen Scott, der Bildhauerin und Witwe des Polarforschers Robert Falcon Scott, die später Louisas Großvater Edward Hilton Young heiratete.
Sie verfasste weiterhin eine Abenteuer-Trilogie (Baby Love, 1997; Desiring Cairo, 1999; Tree of Pearls, 2000) und eine Kulturgeschichte des Herzens (The Book of the Heart, 2002). Sie schreibt regelmäßig Beiträge für The Guardian.
Ihr erstes Kinderbuch Lionboy schrieb sie unter dem Pseudonym Zizou Corder gemeinsam mit ihrer Tochter Isabel Adomakoh. Es ist aus den Gute-Nacht-Geschichten für Isabel entstanden und wurde 2003 als erstes Buch einer Trilogie veröffentlicht und in 30 Sprachen übersetzt. Steven Spielberg hat die Filmrechte erworben. Louisa und Isabel leben in London gemeinsam mit der Eidechse Zizou.

## Werke
- Baby Love, 1997
- The Great Task of Happiness, 1996
- Desiring Cairo, 1999
- The Book of the Heart, 2002
- Lionboy, 2003
  - Lionboy: Die Entführung. Aus dem Englischen von Sophie Zeitz. Deutscher Taschenbuch Verlag, München 2007, ISBN 978-3-423-62263-9.
  - Lionboy: Die Jagd. Aus dem Englischen von Sophie Zeitz. Deutscher Taschenbuch Verlag, München 2006, ISBN 978-3-423-62285-1.
  - Lionboy: Die Wahrheit. Aus dem Englischen von Sophie Zeitz. Deutscher Taschenbuch Verlag, München 2007, ISBN 978-3-423-62306-3.
- Lee Raven, Boy Thief. 2008
  - Lee Raven. Aus dem Englischen von Sophie Zeitz. Carl Hanser Verlag, München 2009, ISBN 978-3-446-23307-2.
- Halo. 2010
  - Halo – Tochter der Freiheit: Unter Zentauren und Menschen. Aus dem Englischen von Karlheinz Dürr und Cornelia Stoll. Carl Hanser Verlag, München 2012, ISBN 978-3-4462-3889-3.
- My Dear I Wanted to Tell You. 2011
  - Eins wollt ich dir noch sagen. Aus dem Englischen von Claudia Feldmann. List Verlag, Berlin 2011, ISBN 978-3471350478.
- Twelve Months and a Day. 2022
  - Ein ganzes Jahr und ein Tag. Aus dem Englischen von Andrea Brandl. Goldmann Verlag, München 2023, ISBN 978-3-442-49332-6.